# Fluoresceïna
La fluoresceïna és una molècula orgànica fluorescent (fluoròfor) utilitzada habitualment en microscòpia, en un tipus de làser de colorant com a medi actiu i en serologia i medicina forense per detectar taques de sang. La fluoresceïna té un màxim d'aborció de llum a la longitud d'ona de 490 nm i un màxim d'emissió a 514 nm (en aigua).

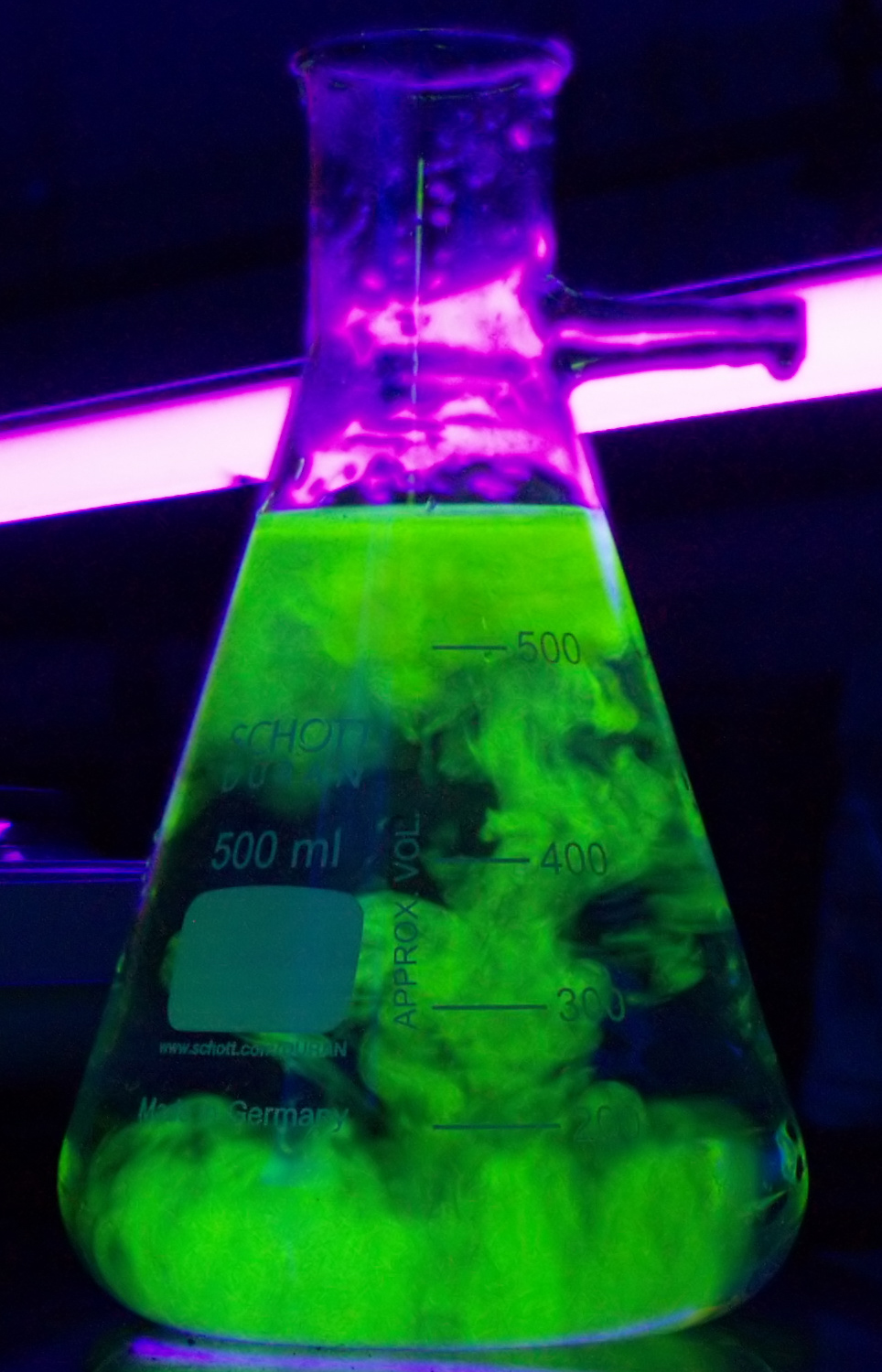
Fluoresceïna en aigua, il·luminada amb llum ultraviolada.

La seva sal sòdica s'anomena uranina; és un sòlid cristal·lí, groc, soluble en alcohol i aigua. És emprada per a tenyir de groc la llana i la seda.